# Olympische Sommerspiele 1988/Leichtathletik – 400 m Hürden (Männer)

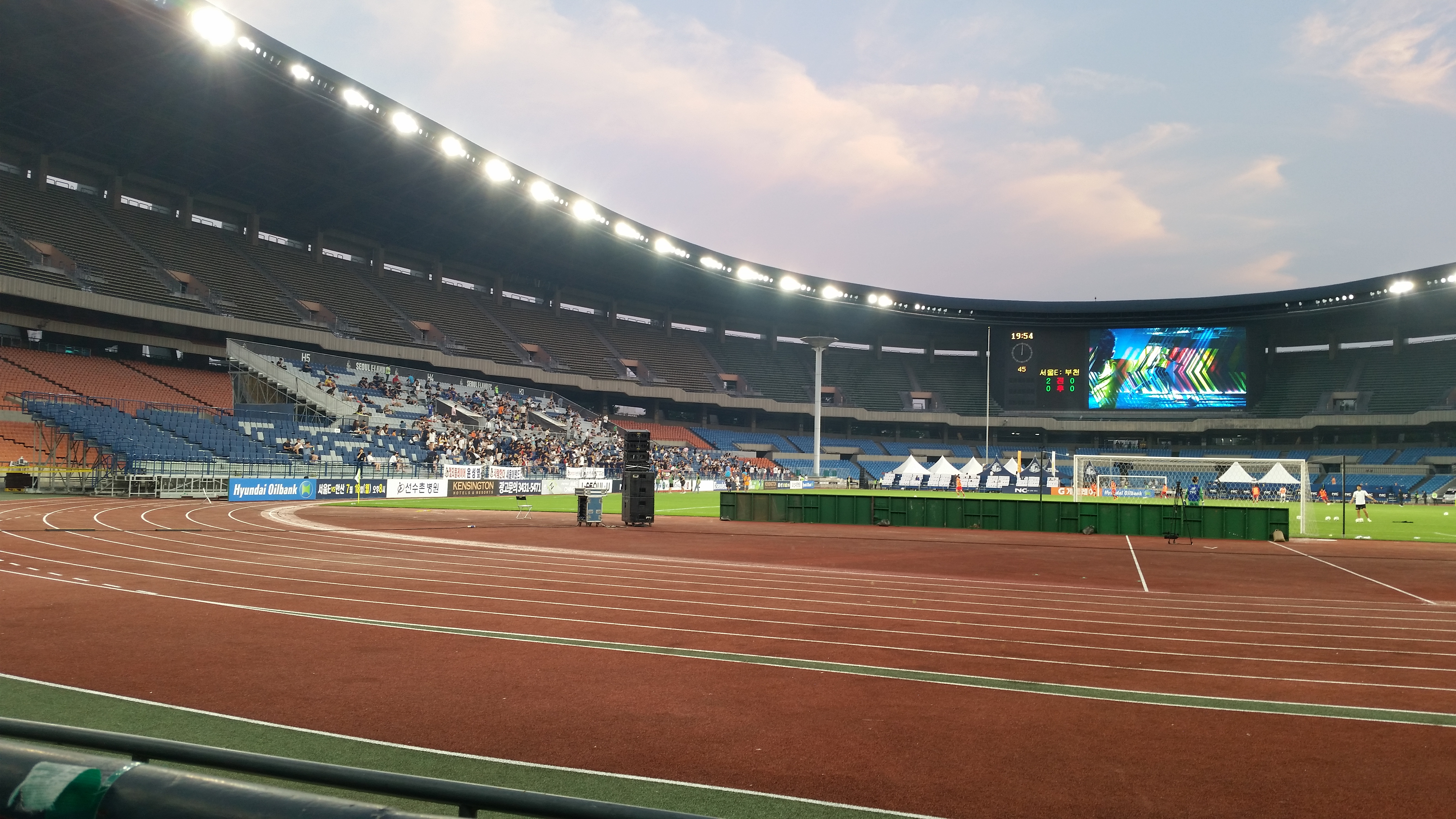
Innenraum des Olympiastadions im Jahr 2016

Der 400-Meter-Hürdenlauf der Männer bei den Olympischen Spielen 1988 in Seoul wurde am 23., 24. und 25. September 1988 im Olympiastadion Seoul ausgetragen. Es nahmen 37 Athleten daran teil. Olympiasieger wurde der US-Amerikaner Andre Phillips. Er gewann vor dem Senegalesen Amadou Dia Ba und Edwin Moses, ebenfalls aus den USA. Für die Bundesrepublik Deutschland gingen Edgar Itt und Harald Schmid an den Start. Beide erreichten das Finale, Schmid wurde Siebter, Itt Achter. Der Österreicher Klaus Ehrle schied im Halbfinale aus. Läufer aus der DDR, der Schweiz und Liechtenstein nahmen nicht teil.

## Aktuelle Titelträger
| Olympiasieger 1984                      | Edwin Moses ( USA)              | 47,75 s | Los Angeles 1984  |
| Weltmeister 1987                        | Edwin Moses ( USA)              | 47,46 s | Rom 1987          |
| Europameister 1986                      | Harald Schmid ( BR Deutschland) | 48,65 s | Stuttgart 1986    |
| Panamerikanischer Meister 1987          | Winthrop Graham ( Jamaika)      | 48,49 s | Indianapolis 1987 |
| Zentralamerika und Karibik-Meister 1987 | Winthrop Graham ( Jamaika)      | 49,58 s | Caracas 1987      |
| Südamerika-Meister 1987                 | Pablo Squella ( Chile)          | 50,42 s | São Paulo 1987    |
| Asienmeister 1987                       | Shigenori Ohmori ( Japan)       | 50,09 s | Singapur 1987     |
| Afrikameister 1988                      | Amadou Dia Ba ( Senegal)        | 48,81 s | Annaba 1988       |

## Rekorde

### Bestehende Rekorde
| Weltrekord         | 47,02 s | Edwin Moses ( USA) | Koblenz, BR Deutschland (heute Deutschland) | 31. August 1983 |
| Olympischer Rekord | 47,64 s | Edwin Moses ( USA) | Finale OS Montreal, Kanada                  | 25. Juli 1976   |

### Rekordverbesserung
Der US-amerikanische Olympiasieger Andre Phillips verbesserte den bestehenden olympischen Rekord im Finale am 25. September um 45 Hundertstelsekunden auf 47,19 s. Den Weltrekord verfehlte er dabei um siebzehn Hundertstelsekunden.

## Vorrunde
Datum: 23. September 1988
Die Athleten traten zu insgesamt fünf Vorläufen an. Für das Halbfinale qualifizierten sich pro Lauf die ersten drei Athleten. Darüber hinaus kam der nachfolgend Zeitschnellste, der sogenannte Lucky Loser, weiter. Die direkt qualifizierten Athleten sind hellblau, der Lucky Loser hellgrün unterlegt.

### Vorlauf 1
11:10 Uhr
| Platz | Name             | Nation         | Zeit    |
| ----- | ---------------- | -------------- | ------- |
| 1     | Amadou Dia Ba    | Senegal        | 49,41 s |
| 2     | Klaus Ehrle      | Österreich     | 50,10 s |
| 3     | John Graham      | Kanada         | 50,30 s |
| 4     | Hwang Hong-chul  | Südkorea       | 50,52 s |
| 5     | Philip Harries   | Großbritannien | 50,81 s |
| 6     | Jasem al-Dowaila | Kuwait         | 51,87 s |
| 7     | Dumbar Kuwar     | Nepal          | 56,80 s |
| DNS   | Sven Nylander    | Schweden       |         |

### Vorlauf 2
11:15 Uhr
| Platz | Name              | Nation         | Zeit    |
| ----- | ----------------- | -------------- | ------- |
| 1     | Harald Schmid     | BR Deutschland | 49,77 s |
| 2     | Simon Kitur       | Kenia          | 49,88 s |
| 3     | Alain Cuypers     | Belgien        | 50,42 s |
| 4     | Ahmed Ghanem      | Ägypten        | 50,44 s |
| 5     | Ryoichi Yoshida   | Japan          | 50,49 s |
| 6     | Samuel Matete     | Sambia         | 51,06 s |
| 7     | Domingo Cordero   | Puerto Rico    | 51,26 s |
| 8     | Jorge Fidel Ponce | Honduras       | 55,38 s |

### Vorlauf 3
11:20 Uhr
| Platz | Name               | Nation              | Zeit    |
| ----- | ------------------ | ------------------- | ------- |
| 1     | Edwin Moses        | USA                 | 49,38 s |
| 2     | Edgar Itt          | BR Deutschland      | 50,10 s |
| 3     | José Alonso        | Spanien             | 50,12 s |
| 4     | Leigh Miller       | Australien          | 50,53 s |
| 5     | Branislav Karaulić | Jugoslawien         | 51,32 s |
| 6     | Allan Ince         | Barbados            | 52,76 s |
| 7     | Oral Selkridge     | Antigua und Barbuda | 53,44 s |

### Vorlauf 4
11:25 Uhr
| Platz | Name           | Nation           | Zeit    |
| ----- | -------------- | ---------------- | ------- |
| 1     | Kevin Young    | USA              | 49,35 s |
| 2     | Kriss Akabusi  | Großbritannien   | 49,62 s |
| 3     | Gideon Yego    | Kenia            | 49,80 s |
| 4     | Jozef Kucej    | Tschechoslowakei | 49,89 s |
| 5     | Rok Kopitar    | Jugoslawien      | 50,54 s |
| 6     | Hamidou M’Baye | Senegal          | 50,58 s |
| 7     | Benjamin Grant | Sierra Leone     | 51,73 s |
| 8     | Joseph Rodan   | Fidschi          | 53,66 s |

### Vorlauf 5
11:30 Uhr
| Platz | Name              | Nation         | Zeit    |
| ----- | ----------------- | -------------- | ------- |
| 1     | Andre Phillips    | USA            | 49,34 s |
| 2     | Winthrop Graham   | Jamaika        | 49,40 s |
| 3     | Joseph Maritim    | Kenia          | 49,64 s |
| 4     | Toma Tomow        | Bulgarien      | 49,66 s |
| 5     | Max Robertson     | Großbritannien | 50,67 s |
| 6     | Ahmed Hamada      | Bahrain        | 51,34 s |
| 7     | Youssef al-Dosari | Saudi-Arabien  | 53,51 s |

## Halbfinale
Datum: 24. September 1988
Für das Finale qualifizierten sich in den beiden Läufen die jeweils ersten vier Athleten (hellblau unterlegt).

### Lauf 1
16:00 Uhr
| Platz | Name           | Nation         | Zeit    |
| ----- | -------------- | -------------- | ------- |
| 1     | Edwin Moses    | USA            | 47,89 s |
| 2     | Kevin Young    | USA            | 48,56 s |
| 3     | Harald Schmid  | BR Deutschland | 48,93 s |
| 4     | Kriss Akabusi  | Großbritannien | 49,22 s |
| 5     | Joseph Maritim | Kenia          | 49,50 s |
| 6     | José Alonso    | Spanien        | 49,87 s |
| 7     | Klaus Ehrle    | Österreich     | 51,04 s |
| 8     | John Graham    | Kanada         | 51,33 s |

### Lauf 2
16:05 Uhr
| Platz | Name            | Nation         | Zeit    |
| ----- | --------------- | -------------- | ------- |
| 1     | Andre Phillips  | USA            | 48,19 s |
| 2     | Winthrop Graham | Jamaika        | 48,37 s |
| 3     | Amadou Dia Ba   | Senegal        | 48,48 s |
| 4     | Edgar Itt       | BR Deutschland | 48,86 s |
| 5     | Toma Tomow      | Bulgarien      | 48,90 s |
| 6     | Simon Kitur     | Kenia          | 49,74 s |
| 7     | Alain Cuypers   | Belgien        | 49,75 s |
| DSQ   | Gideon Yego     | Kenia          |         |

## Finale

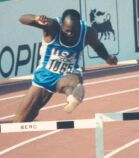
Der zweifache Olympiasieger (1976/1984), zweifache Weltmeister (1983/1987) und Weltrekordinhaber Edwin Moses gewann diesmal Bronze

Datum: 25. September 1988, 13:35 Uhr
| Platz | Name            | Nation         | Zeit    | Anmerkung |
| ----- | --------------- | -------------- | ------- | --------- |
| 1     | Andre Phillips  | USA            | 47,19 s | OR        |
| 2     | Amadou Dia Ba   | Senegal        | 47,23 s |           |
| 3     | Edwin Moses     | USA            | 47,56 s |           |
| 4     | Kevin Young     | USA            | 47,94 s |           |
| 5     | Winthrop Graham | Jamaika        | 48,04 s |           |
| 6     | Kriss Akabusi   | Großbritannien | 48,69 s |           |
| 7     | Harald Schmid   | BR Deutschland | 48,76 s |           |
| 8     | Edgar Itt       | BR Deutschland | 48,78 s |           |

Für das Finale am 25. September hatten sich alle drei US-Läufer sowie zwei Läufer aus der Bundesrepublik Deutschland qualifiziert. Komplettiert wurde das Starterfeld durch je einen Teilnehmer aus Großbritannien, dem Senegal und Jamaika.
Der mehrfache Weltmeister und Olympiasieger Edwin Moses war so stark wie zu besten Zeiten, hatte jedoch im eigenen Lager in Kevin Young und Andre Phillips harte Konkurrenz bekommen. Sie alle waren bei den US-Olympiaausscheidungen jeweils unter 47,80 s gelaufen. Der bundesdeutsche Europameister Harald Schmid erreichte auch noch einmal das Finale, hatte jedoch nicht mehr die Form vergangener Jahre, mit der er um die Medaillen hätte mitkämpfen können.
Im Finalrennen ging Phillips schnell in Führung und hatte an der dritten Hürde einen komfortablen Vorsprung herausgelaufen. Die beiden anderen US-Amerikaner folgten auf den nächsten Plätzen. In der Zielkurve verlor Young an Boden. Phillips kam mit deutlichem Vorsprung auf die Zielgerade, Zweiter war Moses vor dem Senegalesen Amadou Dia Ba, der jetzt der Schnellste von allen Läufern war. Er zog an Moses vorbei und auf den letzten Metern wurde es sogar noch einmal ganz eng für den Führenden. Andre Phillips konnte gerade noch vier Hundertstelsekunden zu seinem Olympiasieg ins Ziel retten und stellte mit 47,19 s einen neuen olympischen Rekord auf. Amadou Dia Ba gewann die Silbermedaille vor Edwin Moses. Vierter wurde Kevin Young vor dem Jamaikaner Winthrop Graham und dem Briten Kriss Akabusi auf Platz sechs. Die beiden bundesdeutschen Teilnehmer Harald Schmid und Edgar Itt belegten die Ränge sieben und acht.
Andre Phillips gewann im zwanzigsten olympischen Finale dieser Disziplin die vierzehnte Goldmedaille für die USA.

Amadou Dia Ba war der erste Medaillengewinner des Senegals bei Olympischen Spielen.

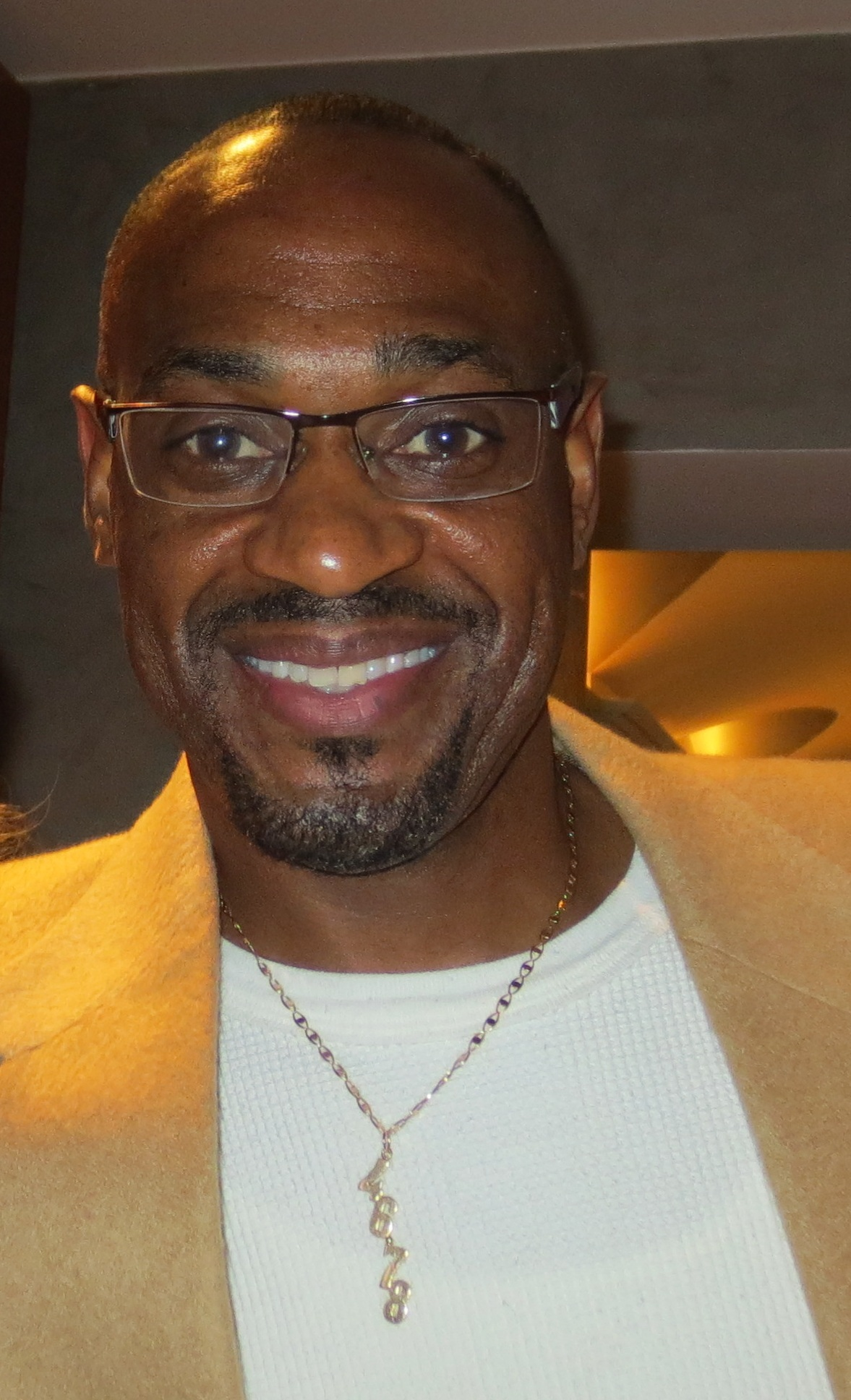
Kevin Young (hier im Jahr 2012) belegte Rang vier
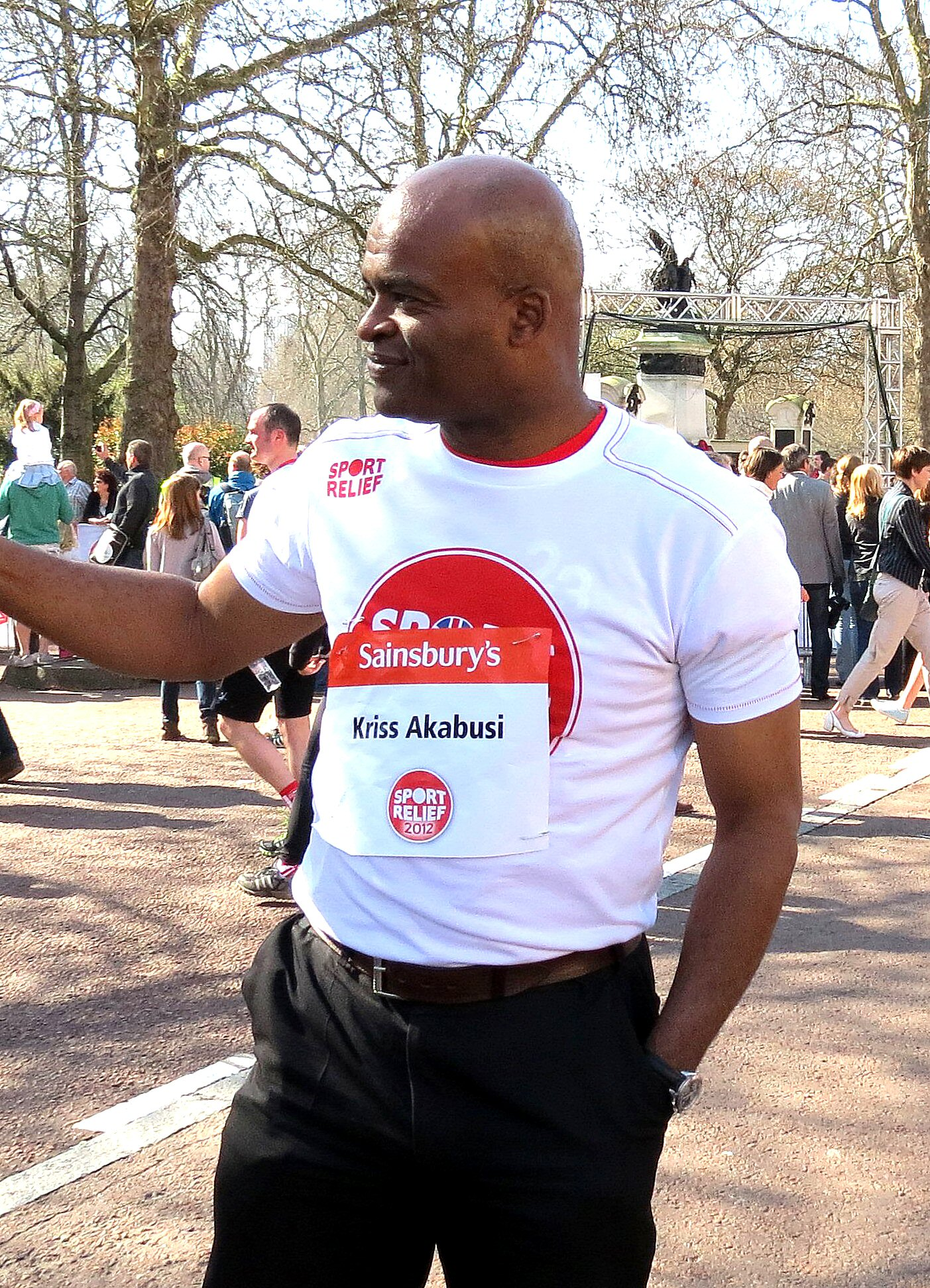
Kriss Akabusi (Foto: 2012) kam auf den sechsten Platz
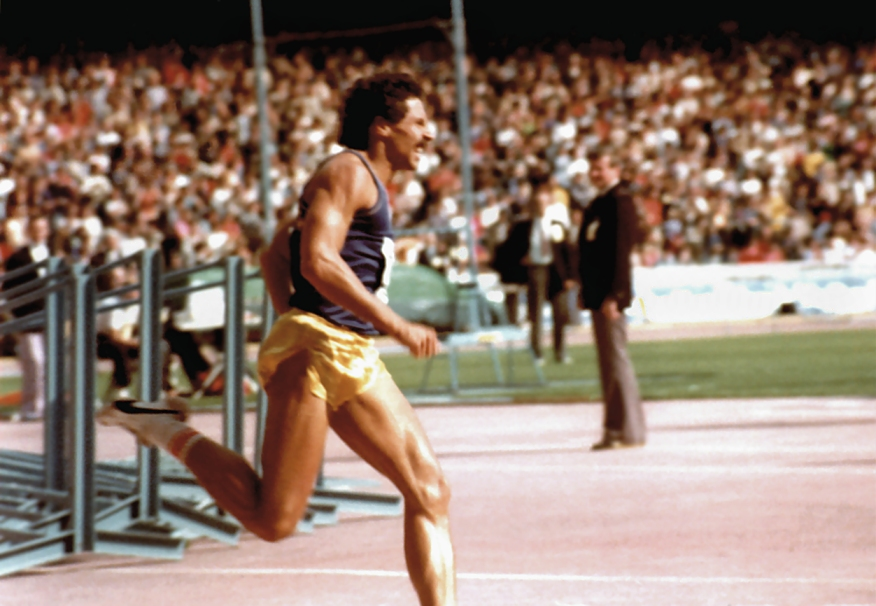
Harald Schmid – über 400 Meter Hürden unter anderem dreifacher Europameister (1978/1982/1986) und Olympiadritter von 1984 – erreichte Platz sieben

## Video
- 1988 Olympics Men's 400 m Hurdles Final, Seoul, South Korea, youtube.com, abgerufen am 29. November 2021